# Principales
I principales (dal latino princeps, primo tra tanti) erano gli ufficiali di grado inferiore o i sottufficiali della legione romana e delle truppe ausiliarie. Rappresentavano un gradino superiore rispetto a quei soldati (miles) immuni da particolari lavori di routine della vita militare (immunes).
In una legione si calcola che vi fossero circa 480 uomini appartenenti alla categoria dei principales, anche se questa cifra poteva variare a seconda dell'unità considerata. Fondamentalmente si trattava di tutte quelle cariche poste sotto il centurione, che erano esentate da compiti o servizi di normale routine (munera), all'interno di ogni coorte o centuria. Essi avevano anche il beneficio di ricevere una paga di una volta e mezzo o due rispetto al semplice legionario romano. Era l'anticamera per poi poter accedere al rango di centurione. I principales erano quindi classificati come segue, secondo i loro compiti:
- Aquilifer: il portatore dell'insegna legionaria dell'Aquila, di rango inferiore solo al centurione, e che ricopriva quindi il gradino più elevato tra i principales;
- Campidoctor: era di solito un veterano decorato o un evocatus, che si occupava di istruire nelle esercitazioni la truppa;
- Cornicularius: a capo dell'ufficio amministrativo e degli archivi legionari a seconda del grado che ricopriva;
- Signifer o vexillifer:[2] portatore di insegna (signa),
- Optio:[2][3] il vice-centurione, uno per centuria, che chiudeva lo schieramento di questa unità;
- il medicus, anche quello imbarcato, poteva essere un duplicarius;[4]
- il beneficiarius:[2][5] il segretario del legatus legionis o del tribunus militum, con compiti di polizia;
- il tesserarius:[2][6] una sorta di sergente che aveva il compito di distribuire una tavoletta di legno con sopra scritta la parola d'ordine per entrare nel forte.

E poiché questa categoria di soldati dell'esercito romano aveva paga doppia o pari ad una volta e mezzo, rispetto al semplice miles, erano anche denominati duplicarius o sesquiplicarius. Tra i sesquiplicarii c'erano il cornicen, il bucinator, il tubicen, il tesserarius ed il beneficiarius; mentre tra i duplicarii c'erano l'optio, l'aquilifer, il signifer, l'imaginifer, il vexillarius equitum, il cornicularius ed il campidoctor.